# Dikoleps depressa
Dikoleps depressa is een slakkensoort uit de familie van de Skeneidae. De wetenschappelijke naam van de soort is voor het eerst geldig gepubliceerd in 1880 door Monterosato.